# AIA Group
Die AIA Group Limited, auch abgekürzt als AIA, ist eine börsennotierte panasiatische Versicherungsgruppe. Sie bietet verschiedene Versicherungs- und Finanzdienstleistungen an, darunter Lebensversicherungen für Privatpersonen und Unternehmen sowie Unfall- und Krankenversicherungen. Weitere Aktivitäten sind Vorsorgepläne und Dienstleistungen im Bereich der Vermögensverwaltung. AIA hat ihren Sitz in Hongkong und ist in 18 Märkten im asiatisch-pazifischen Raum vertreten. 100-prozentige Niederlassungen und Tochtergesellschaften befinden sich in Hongkong, Thailand, Singapur, Malaysia, Volksrepublik China, Südkorea, den Philippinen, Australien, Indonesien, Taiwan, Vietnam, Neuseeland, Macau, Brunei, Kambodscha. Außerdem unterhält das Unternehmen eine 97-prozentige Tochtergesellschaft in Sri Lanka, ein 49-prozentiges Joint Venture in Indien und eine Repräsentanz in Myanmar.
Mit einem Umsatz von 38,3 Mrd. US-Dollar bei einem Gewinn von 6,1 Mrd. US-Dollar gehört AIA zu den umsatzstärksten Versicherungsunternehmen der Welt. Mitte 2018 betrug der Börsenwert ca. 111 Mrd. US-Dollar, womit AIA zu den wertvollsten Versicherern gehört.

## Geschichte
AIA geht auf den 2. Juni 1919 zurück, als Cornelius Vander Starr in Shanghai das Unternehmen American Asiatic Underwriters (später American International Underwriters) gründete. Starr erweiterte sein Geschäft schließlich auf der ganzen Welt. Am 21. Januar 1939 verlegte Starr sein Hauptbüro von Shanghai nach New York City nach der japanischen Invasion von China und erneut am 5. April 1949 mit der kommunistischen Übernahme auf dem chinesischen Festland. Die asiatische AIA wurde eine Tochtergesellschaft der in New York ansässigen American International Group (AIG).
Am 4. Dezember 2009 verkaufte AIG Vorzugsanteile an zwei neu gegründeten Subsidien, der American International Assurance Company (AIA) und der American Life Insurance Company (ALICO), an die Federal Reserve Bank von New York, um seine Verschuldung um 20 % zu reduzieren.
AIA hatte geplant, am 3. April 2010 an der Börse in Hongkong notiert zu sein. Prudential plc, ein britisches Finanzdienstleistungs- und Wertpapierunternehmen, kündigte jedoch am 2. März 2010 an, AIA für 35,5 Mrd. US-Dollar zu kaufen. Nachdem die Übernahme gescheitert war, hatte AIA im Oktober 2010 seinen Börsengang, der mit einem Volumen von 159,08 Milliarden Hong-Kong Dollar (20,51 Milliarden US-Dollar) der zum bis dahin weltweit drittgrößten Börsengang wurde.
Am 7. Oktober 2012 erwarb AIA die malaysischen Tochtergesellschaften der ING Group für einen Barwert von 1,336 Mrd. EUR (1,73 Mrd. USD).
Am 21. Dezember 2012 verkaufte AIG ihre gesamte Beteiligung an AIA in Höhe von 13,69 %.
Seit dem 2. Juni 2013 hat AIA ein exklusives Allfinanz-Abkommen mit der Citibank geschlossen, das 11 AIA-Märkte im asiatisch-pazifischen Raum umfasst, nämlich Hongkong, Singapur, Thailand, China, Indonesien, die Philippinen, Vietnam und Malaysia.

## Aktionärsstruktur
Mit Stand 31. Dezember 2024 waren folgende Hauptaktionäre bekannt:
| Aktionär                                | Anzahl Aktien | Anteil in % | Stand     |
| --------------------------------------- | ------------- | ----------- | --------- |
| The Bank of New York Mellon Corporation | 1,152,420,823 | 10.63       | Dez. 2024 |
| JPMorgan Chase & Co.                    | 853,115,664   | 7.87        | Dez. 2024 |
| Citigroup Inc.                          | 641,584,665   | 5.92        | Dez. 2024 |
| BlackRock, Inc.                         | 639,521,339   | 5.9         | Dez. 2024 |

## Sponsorentätigkeit
Im August 2013 wurde AIA offizieller Trikotpartner des Premier-League-Fußballklubs Tottenham Hotspur. Der Vertrag wurde 2017 verlängert und erneut 2019; Laufzeit ist das Saisonende 2026/2027. Pro Spielzeit zahlt das Unternehmen derzeit 55 Millionen Euro.